# Erwin von Witzleben
Erwin von Witzleben (4. prosince 1881, Vratislav – 8. srpna 1944, Berlín) byl německý polní maršál. Pocházel ze šlechtického rodu von Witzleben.
V létě 1938 nesouhlasil s plánem kancléře Adolfa Hitlera vojensky zaútočit na Československo, a začal se stýkat s podobně smýšlejícími důstojníky a politiky. Dohodli se, že pokud by byl rozkaz k útoku opravdu vydán, provedou státní převrat a Hitlera sesadí. K válce ani převratu nedošlo, protože se Československá vláda 30. září 1938 rozhodla přijmout podmínky Mnichovské dohody.
Během druhé světové války byl velitel armády, a jeden z účastníků příprav neúspěšného atentátu na Hitlera z 20. července 1944. Pokud by se atentát podařil, měl von Witzleben převzít velení nad celou německou brannou mocí. Za účast na spiknutí byl von Witzleben odsouzen k smrti a popraven oběšením ve věznici Berlín Plötzensee.

## Vyznamenání
- Rytířský kříž Železného kříže 24.06.1940
- Železný kříž
- Železný kříž
- Železný kříž, spona k Železnému kříži 1. třídy
- Železný kříž, spona k Železnému kříži 2. třídy